# Primzahltupel
Als Primzahltupel – auch englisch prime k-Tupel – werden in der Mathematik, genauer gesagt in der Zahlentheorie, nah beieinander gelegene Primzahlen genannt. Damit wird das Konzept der Primzahlzwillinge auf Tupel beliebig vieler Primzahlen verallgemeinert. Es gelten die Bedingungen, dass nicht alle möglichen Reste bezüglich einer Primzahl {\displaystyle \leq k} im Tupel vorkommen dürfen und dass die Differenz {\displaystyle s} zwischen der kleinsten und der größten Primzahl im Primzahltupel der kleinste mögliche Wert (ohne die erste Bedingung zu verletzen) sein muss.
Tupel aus Primzahlen, die nicht allen Bedingungen genügen, werden nicht Primzahltupel oder prime {\displaystyle k}-Tupel genannt. Diese haben aber unter Umständen andere Bezeichnungen, so nennt man beispielsweise Tupel von zwei Primzahlen der Form {\displaystyle (p,p+4)} Primzahlencousins (engl. cousin primes) und Tupel von zwei Primzahlen der Form {\displaystyle (p,p+6)} werden auch sexy Primzahlen (englisch sexy primes) genannt.

## Definition
Ist für die Primzahltupel {\displaystyle (p_{1},\dots ,p_{k})} mit {\displaystyle k} Elementen die Menge {\displaystyle B} aller möglichen Konstellationen {\displaystyle b} (die selbst wieder {\displaystyle k}-Tupel sind) dieser Tupel bekannt, so gelten die folgenden Bedingungen:
1. Jedes Element des Primzahltupels muss prim sein:
{\displaystyle \forall i\in \{1,\dots ,k\}:p_{i}\in \mathbb {P} }
2. Es dürfen nicht alle möglichen Reste bezüglich einer Primzahl {\displaystyle \leq k} im Tupel vorkommen. Anders formuliert, muss es bezüglich jeder Primzahl {\displaystyle \leq k} mindestens eine Restklasse geben, in welche keine Primzahl des Tupels fällt. Formal:
{\displaystyle \forall m\in \left\{x\in \mathbb {P} \mid x\leq k\right\}\exists r\in \left\{x\in \mathbb {N} \mid x<m\right\}\forall i\in \{1,\dots ,k\}:p_{i}\not \equiv r\mod m}
Lies: Für alle primen Module {\displaystyle m} kleiner-gleich {\displaystyle k} existiert ein Rest {\displaystyle r} kleiner als {\displaystyle m}, der zu allen Primzahlen im Primzahltupel nicht kongruent ist bezüglich des Moduls {\displaystyle m}.
Die Aussagen „[…] zu allen […] nicht […]“ und „[…] zu keiner […]“ sind äquivalent, siehe Quantor.
3. Die Differenz zwischen dem kleinsten und dem größten Element des Tupels muss gleich sein wie der {\displaystyle k}-spezifische Minimalwert (der der kleinste Wert ist, der die Bedingung 2. nicht verletzt):
{\displaystyle \max \left(\left\{p_{i}\mid i\in \{1,\dots ,k\}\right\}\right)-\min \left(\left\{p_{i}\mid i\in \{1,\dots ,k\}\right\}\right)=s}
4. Die Differenzen der Elemente zum ersten Element {\displaystyle p_{1}} müssen gleich sein wie die Werte einer (aber derselben für alle Elemente) Konstellation:
{\displaystyle \exists b\in B\;\forall i\in \{1,\dots ,k\}:a_{i}-a_{1}=b_{i}}
Wobei {\displaystyle b_{i}} für das {\displaystyle i}-te Element aus dem {\displaystyle k}-Tupel {\displaystyle b} steht.

Für vorgegebene, korrekte Konstellationen {\displaystyle b} ist sowohl die Bedingung 2. als auch 3. hinfällig. Analog gilt das umgekehrte: Aus 2. und 3. erschließen sich sämtliche korrekte Konstellationen {\displaystyle b}.
Für prime 2-Tupel (also {\displaystyle k=2}) – die auch als Primzahlzwillinge bekannt sind –, sind {\displaystyle s} und {\displaystyle B} wohlbekannt. Diese lauten:
{\displaystyle s=2}
{\displaystyle B=\left\{\left(0,2\right)\right\}}
Die vier oben genannten Bedingungen lauten nun für prime 2-Tupel {\displaystyle (p_{1},p_{2})}:
1. {\displaystyle p_{1},p_{2}\in \mathbb {P} }
2. {\displaystyle \left(p_{1}\equiv p_{2}\equiv 0\mod 2\right)\vee \left(p_{1}\equiv p_{2}\equiv 1\mod 2\right)}
3. {\displaystyle \max(p_{1},p_{2})-\min(p_{1},p_{2})=s=2}
4. {\displaystyle \left(p_{1}-p_{1}=b_{1}=0\right)\wedge \left(p_{2}-p_{1}=b_{2}=2\right)}

Durch die Bedingung 2 wird für jedes {\displaystyle k} eine endliche Anzahl an primen {\displaystyle k}-Tupeln ausgeschlossen. Im Falle {\displaystyle k=2} wird die Konstellation {\displaystyle b_{2}=(0,1)} bzw. das Primzahltupel {\displaystyle (2,3)} ausgeschlossen. Diese ausgeschlossene Konstellation hat eine maximale Differenz von {\displaystyle s=1} und da alle prime {\displaystyle k}-Tupel dieselbe maximale Differenz haben müssen, so gäbe es ohne die zweite Bedingung lediglich ein einziges primes 2-Tupel. Der Grund liegt darin, dass – wenn alle Restklassen bezüglich des Moduls {\displaystyle m} vorkommen – alle größeren Tupel nach einer Konstellation {\displaystyle b}, welche durch Bedingung 2 ausgeschlossen worden wäre, genau ein Vielfaches vom Modul {\displaystyle m} enthalten. Im Falle von {\displaystyle b=(0,1)} kann man sagen, dass alle primen 2-Tupel nach dieser Konstellation {\displaystyle b} in der Form {\displaystyle (n+0,n+1)} für {\displaystyle n\in \mathbb {N} } darstellbar sind. Hier wird recht offensichtlich deutlich, dass für alle {\displaystyle n>2} entweder {\displaystyle p_{1}} oder {\displaystyle p_{2}} größer als und teilbar durch {\displaystyle 2} ist (wodurch die Bedingung 1 verletzt wird).

## Sonderfälle
Für die kleinsten {\displaystyle k}-Werte haben sich spezielle Bezeichnungen etabliert. Die Konstellationen sowie die kleinsten und die größten bekannten zugehörigen Primzahltupel werden weiter unten im Abschnitt Konstellationen aufgelistet.

### Primzahlzwilling
Ein Primzahlzwilling ist ein Paar aus zwei Primzahlen, deren Abstand 2 ist. Die kleinsten Primzahlzwillinge sind (3, 5), (5, 7) und (11, 13).

### Primzahldrilling
Primzahldrillinge sind Elemente primer 3-Tupel, es gilt also {\displaystyle k=3}. 3-Tupel werden auch Tripel genannt, womit Primzahldrillinge auch prime Tripel oder Primzahl-Tripel genannt werden können. Alle primen Tripel enthalten ebenfalls ein Paar Primzahlzwillinge. Bei Primzahldrillingen der Form {\displaystyle (p,p+2,p+6)} bilden die beiden ersten, bei jenen der Form {\displaystyle (p,p+4,p+6)} die beiden letzten Primzahlen das erwähnte Paar Primzahlzwillinge. Die Konstellation {\displaystyle (p,p+2,p+4)} ist nach der zweiten Bedingung der Definition inkorrekt bezüglich des Moduls {\displaystyle m=3}.
Die vier Primzahlen zweier Primzahl-Tripel mit zwei gemeinsamen Primzahlen bilden ein Primzahl-Quadrupel, sind Primzahlvierlinge.
Wenn eine Primzahl Teil von drei unterschiedlichen Primzahl-Tripeln ist, so sind fünf Primzahlen beteiligt und bilden ein Primzahl-Quintupel.
Ob es unendlich viele Primzahldrillinge gibt, ist unbekannt. Es wird jedoch vermutet, dass unendlich viele existieren. Im Jahre 2013 gelang es James Maynard und Terence Tao zu zeigen, dass es unendlich viele Dreiergruppen von Primzahlen gibt, deren Differenz höchstens 400.000 ist. Ihr Beweis verwendet Ergebnisse aus der Arbeit Zhang Yitangs zu Primzahlzwillingen. Um die Existenz unendlich vieler tatsächlicher Primzahldrillinge zu beweisen, müsste diese Obergrenze auf sechs reduziert werden.
Am 24. April 2019 wurde von Peter Kaiser das bisher größte Primzahl-Triplett mit 20.008 Dezimalstellen gefunden. Es lautet {\displaystyle 4.111.286.921.397\cdot 2^{66.420}-1+d} mit {\displaystyle d=0,2,6}.
Es folgt eine Liste der Primzahldrillinge bis {\displaystyle 10.000} (erzeugt mit Matheass 9.0):
| p   | p+2 | p+4 | p+6 |
| --- | --- | --- | --- |
| 5   | 7   |     | 11  |
| 7   |     | 11  | 13  |
| 11  | 13  |     | 17  |
| 13  |     | 17  | 19  |
| 17  | 19  |     | 23  |
| 37  |     | 41  | 43  |
| 41  | 43  |     | 47  |
| 67  |     | 71  | 73  |
| 97  |     | 101 | 103 |
| 101 | 103 |     | 107 |
| 103 |     | 107 | 109 |
| 107 | 109 |     | 113 |
| 191 | 193 |     | 197 |
| 193 |     | 197 | 199 |
| 223 |     | 227 | 229 |
| 227 | 229 |     | 233 |

| p    | p+2  | p+4  | p+6  |
| ---- | ---- | ---- | ---- |
| 277  |      | 281  | 283  |
| 307  |      | 311  | 313  |
| 311  | 313  |      | 317  |
| 347  | 349  |      | 353  |
| 457  |      | 461  | 463  |
| 461  | 463  |      | 467  |
| 613  |      | 617  | 619  |
| 641  | 643  |      | 647  |
| 821  | 823  |      | 827  |
| 823  |      | 827  | 829  |
| 853  |      | 857  | 859  |
| 857  | 859  |      | 863  |
| 877  |      | 881  | 883  |
| 881  | 883  |      | 887  |
| 1087 |      | 1091 | 1093 |
| 1091 | 1093 |      | 1097 |

| p    | p+2  | p+4  | p+6  |
| ---- | ---- | ---- | ---- |
| 1277 | 1279 |      | 1283 |
| 1297 |      | 1301 | 1303 |
| 1301 | 1303 |      | 1307 |
| 1423 |      | 1427 | 1429 |
| 1427 | 1429 |      | 1433 |
| 1447 |      | 1451 | 1453 |
| 1481 | 1483 |      | 1487 |
| 1483 |      | 1487 | 1489 |
| 1487 | 1489 |      | 1493 |
| 1607 | 1609 |      | 1613 |
| 1663 |      | 1667 | 1669 |
| 1693 |      | 1697 | 1699 |
| 1783 |      | 1787 | 1789 |
| 1867 |      | 1871 | 1873 |
| 1871 | 1873 |      | 1877 |
| 1873 |      | 1877 | 1879 |

| p    | p+2  | p+4  | p+6  |
| ---- | ---- | ---- | ---- |
| 1993 |      | 1997 | 1999 |
| 1997 | 1999 |      | 2003 |
| 2081 | 2083 |      | 2087 |
| 2083 |      | 2087 | 2089 |
| 2137 |      | 2141 | 2143 |
| 2237 | 2239 |      | 2243 |
| 2267 | 2269 |      | 2273 |
| 2377 |      | 2381 | 2383 |
| 2657 | 2659 |      | 2663 |
| 2683 |      | 2687 | 2689 |
| 2687 | 2689 |      | 2693 |
| 2707 |      | 2711 | 2713 |
| 2797 |      | 2801 | 2803 |
| 3163 |      | 3167 | 3169 |
| 3251 | 3253 |      | 3257 |
| 3253 |      | 3257 | 3259 |

| p    | p+2  | p+4  | p+6  |
| ---- | ---- | ---- | ---- |
| 3457 |      | 3461 | 3463 |
| 3461 | 3463 |      | 3467 |
| 3463 |      | 3467 | 3469 |
| 3527 | 3529 |      | 3533 |
| 3671 | 3673 |      | 3677 |
| 3847 |      | 3851 | 3853 |
| 3917 | 3919 |      | 3923 |
| 4001 | 4003 |      | 4007 |
| 4127 | 4129 |      | 4133 |
| 4153 |      | 4157 | 4159 |
| 4513 |      | 4517 | 4519 |
| 4517 | 4519 |      | 4523 |
| 4637 | 4639 |      | 4643 |
| 4783 |      | 4787 | 4789 |
| 4787 | 4789 |      | 4793 |
| 4931 | 4933 |      | 4937 |

| p    | p+2  | p+4  | p+6  |
| ---- | ---- | ---- | ---- |
| 4967 | 4969 |      | 4973 |
| 5227 |      | 5231 | 5233 |
| 5231 | 5233 |      | 5237 |
| 5413 |      | 5417 | 5419 |
| 5437 |      | 5441 | 5443 |
| 5477 | 5479 |      | 5483 |
| 5501 | 5503 |      | 5507 |
| 5647 |      | 5651 | 5653 |
| 5651 | 5653 |      | 5657 |
| 5653 |      | 5657 | 5659 |
| 5737 |      | 5741 | 5743 |
| 6197 | 6199 |      | 6203 |
| 6547 |      | 6551 | 6553 |
| 6823 |      | 6827 | 6829 |
| 6827 | 6829 |      | 6833 |
| 7207 |      | 7211 | 7213 |

| p    | p+2  | p+4  | p+6  |
| ---- | ---- | ---- | ---- |
| 7753 |      | 7757 | 7759 |
| 7873 |      | 7877 | 7879 |
| 7877 | 7879 |      | 7883 |
| 8087 | 8089 |      | 8093 |
| 8231 | 8233 |      | 8237 |
| 8287 |      | 8291 | 8293 |
| 8291 | 8293 |      | 8297 |
| 8537 | 8539 |      | 8543 |
| 8623 |      | 8627 | 8629 |
| 8861 | 8863 |      | 8867 |
| 9007 |      | 9011 | 9013 |
| 9277 |      | 9281 | 9283 |
| 9337 |      | 9341 | 9343 |
| 9431 | 9433 |      | 9437 |
| 9433 |      | 9437 | 9439 |
| 9461 | 9463 |      | 9467 |

### Primzahlvierling
Primzahlvierlinge sind Elemente primer 4-Tupel, es gilt also {\displaystyle k=4}. 4-Tupel werden auch Quadrupel genannt, was die Bezeichnungen prime Quadrupel oder Primzahl-Quadrupel legitimiert. Für Primzahl-Quadrupel existiert nur eine korrekte Konstellation. Mit der einzigen Ausnahme {\displaystyle (5,7,11,13)} lässt sich jedes Primzahl-Quadrupel sowohl in der Form {\displaystyle (p,p+2,p+6,p+8)} als auch in der Form {\displaystyle (15n-4,15n-2,15n+2,15n+4)} schreiben. Die Zahl in der Mitte ({\displaystyle 15n}) ist daher immer durch {\displaystyle 15} teilbar und die Summe der Primzahlen des Quadrupels ist immer durch {\displaystyle 60} teilbar. Die Zahlen enden im Dezimalsystem also immer mit {\displaystyle 1,3,7} und {\displaystyle 9}.
Alle primen Quadrupel enthalten zwei Paare von Primzahlzwillingen mit einem Abstand von {\displaystyle 4} zueinander.
Alle primen Quadrupel enthalten zwei sich überlappende Primzahl-Tripel nach unterschiedlichen Konstellationen.
Ob es unendlich viele Primzahlvierlinge gibt, ist unbekannt. Es wird jedoch vermutet, dass unendlich viele existieren. Im Jahre 2013 gelang es James Maynard und Terence Tao zu zeigen, dass es unendlich viele Vierergruppen von Primzahlen gibt, deren Differenz höchstens 25 Millionen ist. Ihr Beweis verwendet Ergebnisse aus der Arbeit Zhang Yitangs zu Primzahlzwillingen. Um die Existenz unendlich vieler tatsächlicher Primzahlvierlinge zu beweisen, müsste diese Obergrenze auf 8 reduziert werden.
Gemäß der Hardy-Littlewood-Vermutung ist die Anzahl der Primzahlvierlinge kleiner als {\displaystyle x} asymptotisch durch die Formel
{\displaystyle C_{4}\int _{2}^{x}\!{\frac {\mathrm {d} t}{(\ln t)^{4}}}\qquad {\text{ mit }}\qquad C_{4}={\frac {27}{2}}\prod _{p>4 \atop p\;{\text{prim}}}{\frac {p^{3}(p-4)}{(p-1)^{4}}}=4{,}15118{\text{ }}08632{\text{ }}37415{\text{ }}75716...}
(Folge A061642 in OEIS) gegeben.
Der bisher größte bekannte Primzahlvierling hat {\displaystyle 10132} Dezimalstellen, wurde am 27. Februar 2019 von Peter Kaiser gefunden und ist gegeben durch {\displaystyle 667.674.063.382.677\cdot 2^{33608}-1+d} mit {\displaystyle d=0,2,6,8}.
Es folgt eine Liste der kleinsten Primzahlvierlinge bis {\displaystyle 170.000}:
|      | p     | p+2   | p+6   | p+8   |
| n    | 15n-4 | 15n-2 | 15n+2 | 15n+4 |
| ---- | ----- | ----- | ----- | ----- |
| -    | 5     | 7     | 11    | 13    |
| 1    | 11    | 13    | 17    | 19    |
| 7    | 101   | 103   | 107   | 109   |
| 13   | 191   | 193   | 197   | 199   |
| 55   | 821   | 823   | 827   | 829   |
| 99   | 1481  | 1483  | 1487  | 1489  |
| 125  | 1871  | 1873  | 1877  | 1879  |
| 139  | 2081  | 2083  | 2087  | 2089  |
| 217  | 3251  | 3253  | 3257  | 3259  |
| 231  | 3461  | 3463  | 3467  | 3469  |
| 377  | 5651  | 5653  | 5657  | 5659  |
| 629  | 9431  | 9433  | 9437  | 9439  |
| 867  | 13001 | 13003 | 13007 | 13009 |
| 1043 | 15641 | 15643 | 15647 | 15649 |
| 1049 | 15731 | 15733 | 15737 | 15739 |
| 1071 | 16061 | 16063 | 16067 | 16069 |

|      | p     | p+2   | p+6   | p+8   |
| n    | 15n-4 | 15n-2 | 15n+2 | 15n+4 |
| ---- | ----- | ----- | ----- | ----- |
| 1203 | 18041 | 18043 | 18047 | 18049 |
| 1261 | 18911 | 18913 | 18917 | 18919 |
| 1295 | 19421 | 19423 | 19427 | 19429 |
| 1401 | 21011 | 21013 | 21017 | 21019 |
| 1485 | 22271 | 22273 | 22277 | 22279 |
| 1687 | 25301 | 25303 | 25307 | 25309 |
| 2115 | 31721 | 31723 | 31727 | 31729 |
| 2323 | 34841 | 34843 | 34847 | 34849 |
| 2919 | 43781 | 43783 | 43787 | 43789 |
| 3423 | 51341 | 51343 | 51347 | 51349 |
| 3689 | 55331 | 55333 | 55337 | 55339 |
| 4199 | 62981 | 62983 | 62987 | 62989 |
| 4481 | 67211 | 67213 | 67217 | 67219 |
| 4633 | 69491 | 69493 | 69497 | 69499 |
| 4815 | 72221 | 72223 | 72227 | 72229 |
| 5151 | 77261 | 77263 | 77267 | 77269 |

|       | p      | p+2    | p+6    | p+8    |
| n     | 15n-4  | 15n-2  | 15n+2  | 15n+4  |
| ----- | ------ | ------ | ------ | ------ |
| 5313  | 79691  | 79693  | 79697  | 79699  |
| 5403  | 81041  | 81043  | 81047  | 81049  |
| 5515  | 82721  | 82723  | 82727  | 82729  |
| 5921  | 88811  | 88813  | 88817  | 88819  |
| 6523  | 97841  | 97843  | 97847  | 97849  |
| 6609  | 99131  | 99133  | 99137  | 99139  |
| 6741  | 101111 | 101113 | 101117 | 101119 |
| 7323  | 109841 | 109843 | 109847 | 109849 |
| 7769  | 116531 | 116533 | 116537 | 116539 |
| 7953  | 119291 | 119293 | 119297 | 119299 |
| 8147  | 122201 | 122203 | 122207 | 122209 |
| 9031  | 135461 | 135463 | 135467 | 135469 |
| 9611  | 144161 | 144163 | 144167 | 144169 |
| 10485 | 157271 | 157273 | 157277 | 157279 |
| 11047 | 165701 | 165703 | 165707 | 165709 |
| 11123 | 166841 | 166843 | 166847 | 166849 |

Die ersten Zahlen dieser Primzahlvierlinge lauten {\displaystyle 5,11,101,191,821,1481,1871,2081,\ldots } (Folge A007530 in OEIS)

### Primzahlfünfling
Primzahlfünflinge sind Elemente primer 5-Tupel, es gilt also {\displaystyle k=5}. 5-Tupel werden auch Quintupel genannt, worauf hin Tupel von Primzahlfünflingen auch prime Quintupel oder Primzahl-Quintupel genannt werden. Für Primzahlfünflinge existieren zwei Konstellationen. Es lässt sich jeder Primzahlfünfling entweder in der Form {\displaystyle (p,p+2,p+6,p+8,p+12)} oder in der Form {\displaystyle (p,p+4,p+6,p+10,p+12)} schreiben.
Die Zahlen enden im Dezimalsystem (bis auf das erste Quintupel {\displaystyle (5,7,11,13,17)}) immer mit {\displaystyle 7,1,3,7} und {\displaystyle 9} oder {\displaystyle 1,3,7,9} und {\displaystyle 3}.
Alle primen Quintupel enthalten zwei Paare von Primzahlzwillingen mit einem Abstand von {\displaystyle 4} zueinander.
Alle primen Quintupel enthalten drei sich überlappende Primzahl-Tripel.
Alle primen Quintupel enthalten ein primes-Quadrupel.
Ob es unendlich viele Primzahlfünflinge gibt, ist unbekannt. Es wird jedoch vermutet, dass unendlich viele existieren. Selbst wenn man beweisen könnte, dass es unendlich viele Primzahlzwillinge gibt, ist noch nicht bewiesen, dass es unendlich viele Primzahlfünflinge gibt. Ebenso reicht es nicht aus, wenn man beweisen könnte, dass es unendlich viele Primzahldrillinge gibt.
Es folgt eine Liste der kleinsten Primzahlfünflinge bis {\displaystyle 200.000}:
| p     | p+2   | p+4   | p+6   | p+8   | p+10  | p+12  |
| ----- | ----- | ----- | ----- | ----- | ----- | ----- |
| 5     | 7     |       | 11    | 13    |       | 17    |
| 7     |       | 11    | 13    |       | 17    | 19    |
| 11    | 13    |       | 17    | 19    |       | 23    |
| 97    |       | 101   | 103   |       | 107   | 109   |
| 101   | 103   |       | 107   | 109   |       | 113   |
| 1481  | 1483  |       | 1487  | 1489  |       | 1493  |
| 1867  |       | 1871  | 1873  |       | 1877  | 1879  |
| 3457  |       | 3461  | 3463  |       | 3467  | 3469  |
| 5647  |       | 5651  | 5653  |       | 5657  | 5659  |
| 15727 |       | 15731 | 15733 |       | 15737 | 15739 |
| 16057 |       | 16061 | 16063 |       | 16067 | 16069 |
| 16061 | 16063 |       | 16067 | 16069 |       | 16073 |
| 19417 |       | 19421 | 19423 |       | 19427 | 19429 |

| p      | p+2    | p+4    | p+6    | p+8    | p+10   | p+12   |
| ------ | ------ | ------ | ------ | ------ | ------ | ------ |
| 19421  | 19423  |        | 19427  | 19429  |        | 19433  |
| 21011  | 21013  |        | 21017  | 21019  |        | 21023  |
| 22271  | 22273  |        | 22277  | 22279  |        | 22283  |
| 43777  |        | 43781  | 43783  |        | 43787  | 43789  |
| 43781  | 43783  |        | 43787  | 43789  |        | 43793  |
| 55331  | 55333  |        | 55337  | 55339  |        | 55343  |
| 79687  |        | 79691  | 79693  |        | 79697  | 79699  |
| 88807  |        | 88811  | 88813  |        | 88817  | 88819  |
| 101107 |        | 101111 | 101113 |        | 101117 | 101119 |
| 144161 | 144163 |        | 144167 | 144169 |        | 144173 |
| 165701 | 165703 |        | 165707 | 165709 |        | 165713 |
| 166841 | 166843 |        | 166847 | 166849 |        | 166853 |
| 195731 | 195733 |        | 195737 | 195739 |        | 195743 |

Die ersten Zahlen der Primzahlfünflinge der Form {\displaystyle (p,p+2,p+6,p+8,p+12)} lauten {\displaystyle 5,11,101,1481,16061,19421,21011,\ldots } (Folge  A022006 in OEIS)
Die ersten Zahlen der Primzahlfünflinge der Form {\displaystyle (p,p+4,p+6,p+10,p+12)} lauten {\displaystyle 7,97,1867,3457,5647,15727,16057,\ldots } (Folge  A022007 in OEIS)

### Primzahlsechsling
Primzahlsechslinge sind Elemente primer 6-Tupel, es gilt also {\displaystyle k=6}. 6-Tupel werden auch Sextupel genannt, worauf hin Tupel von Primzahlsechslingen auch prime Sextupel oder Primzahl-Sextupel genannt werden. Für Primzahlsechslinge existiert nur eine korrekte Konstellation. Es lässt sich jeder Primzahlsechsling sowohl in der Form {\displaystyle (p,p+4,p+6,p+10,p+12,p+16)} als auch in der Form {\displaystyle (15n-8,15n-4,15n-2,15n+2,15n+4,15n+8)} schreiben. Die Zahl in der Mitte ist daher immer durch {\displaystyle 15} teilbar und die Summe der Primzahlen des Sextupels ist immer durch {\displaystyle 90} teilbar. Die Zahlen enden im Dezimalsystem also immer mit {\displaystyle 7,1,3,7,9} und {\displaystyle 3}.
Alle primen Sextupel enthalten zwei Paare von Primzahlzwillingen mit einem Abstand von {\displaystyle 4} zueinander.
Alle primen Sextupel enthalten vier Primzahl-Tripel mit je zwei unterschiedlichen Konstellationen.
Alle primen Sextupel enthalten ein Primzahl-Quadrupel in der Mitte.
Alle primen Sextupel enthalten zwei Primzahl-Quintupel nach unterschiedlichen Konstellationen.
Ob es unendlich viele Primzahlsechslinge gibt, ist unbekannt. Es wird jedoch vermutet, dass unendlich viele existieren.
Es folgt eine Liste der kleinsten Primzahlsechslinge bis {\displaystyle 3.000.000}:
|        | p       | p+4     | p+6     | p+10    | p+12    | p+16    |
| n      | 15n-8   | 15n-4   | 15n-2   | 15n+2   | 15n+4   | 15n+8   |
| ------ | ------- | ------- | ------- | ------- | ------- | ------- |
| 1      | 7       | 11      | 13      | 17      | 19      | 23      |
| 7      | 97      | 101     | 103     | 107     | 109     | 113     |
| 1071   | 16057   | 16061   | 16063   | 16067   | 16069   | 16073   |
| 1295   | 19417   | 19421   | 19423   | 19427   | 19429   | 19433   |
| 2919   | 43777   | 43781   | 43783   | 43787   | 43789   | 43793   |
| 72751  | 1091257 | 1091261 | 1091263 | 1091267 | 1091269 | 1091273 |
| 107723 | 1615837 | 1615841 | 1615843 | 1615847 | 1615849 | 1615853 |
| 130291 | 1954357 | 1954361 | 1954363 | 1954367 | 1954369 | 1954373 |
| 188181 | 2822707 | 2822711 | 2822713 | 2822717 | 2822719 | 2822723 |
| 189329 | 2839927 | 2839931 | 2839933 | 2839937 | 2839939 | 2839943 |

Die ersten Zahlen dieser Primzahlsechslinge lauten {\displaystyle 7,97,16057,19417,43777,1091257,\ldots } (Folge  A022008 in OEIS)

### Primzahlsiebenling
Primzahlsiebenlinge sind Elemente primer 7-Tupel, es gilt also {\displaystyle k=7}. 7-Tupel werden auch Septupel genannt, was für Tupel zusammengehöriger Primzahlsiebenlinge auch die Bezeichnungen prime Septupel oder Primzahl-Septupel rechtfertigt. Es lässt sich jeder Primzahsiebenling in einer der zwei folgenden Konstellationen schreiben:
{\displaystyle (p,\ p+2,\ p+6,\ p+\ \ 8,\ p+12,\ p+18,\ p+20)}
{\displaystyle (p,\ p+2,\ p+8,\ p+12,\ p+14,\ p+18,\ p+20)}
Alle primen Septupel enthalten drei Paare von Primzahlzwillingen.
Alle primen Septupel enthalten drei Primzahl-Tripel.
Die primen Septupel der Konstellation {\displaystyle (p,p+2,p+6,p+8,p+12,p+18,p+20)} enthalten ein Primzahl-Quadrupel zu Beginn.
Die primen Septupel der Konstellation {\displaystyle (p,p+2,p+8,p+12,p+14,p+18,p+20)} enthalten ein Primzahl-Quadrupel am Ende.
Die primen Septupel der Konstellation {\displaystyle (p,p+2,p+6,p+8,p+12,p+18,p+20)} enthalten ein Primzahl-Quintupel der Form {\displaystyle (p,p+2,p+6,p+8,p+12)} zu Beginn.
Die primen Septupel der Konstellation {\displaystyle (p,p+2,p+8,p+12,p+14,p+18,p+20)} enthalten ein Primzahl-Quintupel der Form {\displaystyle (p,p+4,p+6,p+10,p+12)} am Ende.
Alle primen Septupel enthalten kein Primzahl-Sextupel.
Ob es unendlich viele Primzahlsiebenlinge gibt, ist unbekannt. Es wird jedoch vermutet, dass unendlich viele existieren.
Es folgt eine Liste der kleinsten Primzahlsiebenlinge bis {\displaystyle 10.000.000}:
| p       | p+2     | p+6     | p+8     | p+12    | p+14    | p+18    | p+20    |
| ------- | ------- | ------- | ------- | ------- | ------- | ------- | ------- |
| 11      | 13      | 17      | 19      | 23      |         | 29      | 31      |
| 5639    | 5641    |         | 5647    | 5651    | 5653    | 5657    | 5659    |
| 88799   | 88801   |         | 88807   | 88811   | 88813   | 88817   | 88819   |
| 165701  | 165703  | 165707  | 165709  | 165713  |         | 165719  | 165721  |
| 284729  | 284731  |         | 284737  | 284741  | 284743  | 284747  | 284749  |
| 626609  | 626611  |         | 626617  | 626621  | 626623  | 626627  | 626629  |
| 855719  | 855721  |         | 855727  | 855731  | 855733  | 855737  | 855739  |
| 1068701 | 1068703 | 1068707 | 1068709 | 1068713 |         | 1068719 | 1068721 |
| 1146779 | 1146781 |         | 1146787 | 1146791 | 1146793 | 1146797 | 1146799 |
| 6560999 | 6561001 |         | 6561007 | 6561011 | 6561013 | 6561017 | 6561019 |
| 7540439 | 7540441 |         | 7540447 | 7540451 | 7540453 | 7540457 | 7540459 |
| 8573429 | 8573431 |         | 8573437 | 8573441 | 8573443 | 8573447 | 8573449 |

Die ersten Zahlen dieser Primzahlsiebenlinge der 1. Konstellation lauten {\displaystyle 11,165701,1068701,11900501,15760091,\ldots } (Folge A022009 in OEIS)
Die ersten Zahlen dieser Primzahlsiebenlinge der 2. Konstellation lauten {\displaystyle 5639,88799,284729,626609,855719,\ldots } (Folge A022010 in OEIS)

### Primzahlachtling
Primzahlachtlinge sind Elemente primer 8-Tupel, es gilt also {\displaystyle k=8}. 8-Tupel werden auch Oktupel genannt, was für Tupel zusammengehöriger Primzahlachtlinge auch die Bezeichnungen prime Oktupel oder Primzahl-Oktupel rechtfertigt. Es lässt sich jeder Primzahlachtling in einer der drei folgenden Konstellationen schreiben:
{\displaystyle {\begin{aligned}(p,&\quad p+2,&p+6,&\quad p+8,&p+12,&\quad p+18,&p+20,&\quad p+26)\\(p,&\quad p+2,&p+6,&\quad p+12,&p+14,&\quad p+20,&p+24,&\quad p+26)\\(p,&\quad p+6,&p+8,&\quad p+14,&p+18,&\quad p+20,&p+24,&\quad p+26)\end{aligned}}}
Alle primen Oktupel enthalten drei Paare von Primzahlzwillingen.
Alle primen Oktupel enthalten drei Primzahl-Tripel.
Die primen Oktupel der Konstellation {\displaystyle (p,p+2,p+6,p+8,p+12,p+18,p+20,p+26)} enthalten ein Primzahl-Quadrupel zu Beginn.
Die primen Oktupel der Konstellation {\displaystyle (p,p+2,p+6,p+12,p+14,p+20,p+24,p+26)} enthalten kein Primzahl-Quadrupel.
Die primen Oktupel der Konstellation {\displaystyle (p,p+6,p+8,p+14,p+18,p+20,p+24,p+26)} enthalten ein Primzahl-Quadrupel am Ende.
Die primen Oktupel der Konstellation {\displaystyle (p,p+2,p+6,p+8,p+12,p+18,p+20,p+26)} enthalten ein Primzahl-Quintupel der Form {\displaystyle (p,p+2,p+6,p+8,p+12)} zu Beginn.
Die primen Oktupel der Konstellation {\displaystyle (p,p+2,p+6,p+12,p+14,p+20,p+24,p+26)} enthalten kein Primzahl-Quintupel.
Die primen Oktupel der Konstellation {\displaystyle (p,p+6,p+8,p+14,p+18,p+20,p+24,p+26)} enthalten ein Primzahl-Quintupel der Form {\displaystyle (p,p+4,p+6,p+10,p+12)} am Ende.
Alle primen Oktupel enthalten kein Primzahl-Sextupel.
Die primen Oktupel der Konstellation {\displaystyle (p,p+2,p+6,p+8,p+12,p+18,p+20,p+26)} enthalten ein Primzahl-Septupel der Form {\displaystyle (p,p+2,p+6,p+8,p+12,p+18,p+20)} zu Beginn.
Die primen Oktupel der Konstellation {\displaystyle (p,p+2,p+6,p+12,p+14,p+20,p+24,p+26)} enthalten kein Primzahl-Septupel.
Die primen Oktupel der Konstellation {\displaystyle (p,p+6,p+8,p+14,p+18,p+20,p+24,p+26)} enthalten ein Primzahl-Septupel der Form {\displaystyle (p,p+2,p+8,p+12,p+14,p+18,p+20)} am Ende.
Ob es unendlich viele Primzahlachtlinge gibt, ist unbekannt. Es wird jedoch vermutet, dass unendlich viele existieren.
Es folgt eine Liste der kleinsten Primzahlachtlinge bis {\displaystyle 100.000.000}:
| p        | p+2      | p+6      | p+8      | p+12     | p+14     | p+18     | p+20     | p+24     | p+26     |
| -------- | -------- | -------- | -------- | -------- | -------- | -------- | -------- | -------- | -------- |
| 11       | 13       | 17       | 19       | 23       |          | 29       | 31       |          | 37       |
| 17       | 19       | 23       |          | 29       | 31       |          | 37       | 41       | 43       |
| 1277     | 1279     | 1283     |          | 1289     | 1291     |          | 1297     | 1301     | 1303     |
| 88793    |          | 88799    | 88801    |          | 88807    | 88811    | 88813    | 88817    | 88819    |
| 113147   | 113149   | 113153   |          | 113159   | 113161   |          | 113167   | 113171   | 113173   |
| 284723   |          | 284729   | 284731   |          | 284737   | 284741   | 284743   | 284747   | 284749   |
| 855713   |          | 855719   | 855721   |          | 855727   | 855731   | 855733   | 855737   | 855739   |
| 1146773  |          | 1146779  | 1146781  |          | 1146787  | 1146791  | 1146793  | 1146797  | 1146799  |
| 2580647  | 2580649  | 2580653  |          | 2580659  | 2580661  |          | 2580667  | 2580671  | 2580673  |
| 6560993  |          | 6560999  | 6561001  |          | 6561007  | 6561011  | 6561013  | 6561017  | 6561019  |
| 15760091 | 15760093 | 15760097 | 15760099 | 15760103 |          | 15760109 | 15760111 |          | 15760117 |
| 20737877 | 20737879 | 20737883 |          | 20737889 | 20737891 |          | 20737897 | 20737901 | 20737903 |
| 25658441 | 25658443 | 25658447 | 25658449 | 25658453 |          | 25658459 | 25658461 |          | 25658467 |
| 58208387 | 58208389 | 58208393 |          | 58208399 | 58208401 |          | 58208407 | 58208411 | 58208413 |
| 69156533 |          | 69156539 | 69156541 |          | 69156547 | 69156551 | 69156553 | 69156557 | 69156559 |
| 73373537 | 73373539 | 73373543 |          | 73373549 | 73373551 |          | 73373557 | 73373561 | 73373563 |
| 74266253 |          | 74266259 | 74266261 |          | 74266267 | 74266271 | 74266273 | 74266277 | 74266279 |
| 76170527 | 76170529 | 76170533 |          | 76170539 | 76170541 |          | 76170547 | 76170551 | 76170553 |
| 93625991 | 93625993 | 93625997 | 93625999 | 93626003 |          | 93626009 | 93626011 |          | 93626017 |

Die ersten Zahlen dieser Primzahlachtlinge der 1. Konstellation lauten {\displaystyle 11,15760091,25658441,93625991,182403491,\ldots } (Folge A022011 in OEIS)
Die ersten Zahlen dieser Primzahlachtlinge der 2. Konstellation lauten {\displaystyle 17,1277,113147,2580647,20737877,\ldots } (Folge A022012 in OEIS)
Die ersten Zahlen dieser Primzahlachtlinge der 3. Konstellation lauten {\displaystyle 88793,284723,855713,1146773,6560993,\ldots } (Folge A022013 in OEIS)

## Konstellationen
Im Folgenden steht {\displaystyle n\#} für die Primfakultät, also für das Produkt aller Primzahlen {\displaystyle \leq n}. Formal: {\displaystyle n\#=\prod _{p\in [1,n]\cap \mathbb {P} }p}
Bei den Primzahlachtlingen (also bei {\displaystyle k=8}) haben zwei der drei aktuellen Rekordzahlen (der Startwert des Primzahltupels) je einen sehr großen 98-stelligen Faktor, der in der folgenden Tabelle keinen Platz hat. Deswegen sei er schon hier erwähnt:
u = 14315614956030418747867488895208199566750873528908316976274174208238191434937011407287479676495550
v = 85942978608490853163266464829675186732716531436220205198524648761309585030760262728948076619827920
Bei den Primzahlneunlingen (also bei {\displaystyle k=9}) habei alle vier aktuellen Rekordzahlen (die Startwerte der Primzahltupel) einen sehr großen 93-, 98-, 105- bzw. 103-stelligen Faktor, der in der folgenden Tabelle keinen Platz hat. Deswegen seien sie schon hier erwähnt:
wi = 182075127245948453356763852678412657384571384320476086323955359028566228121357180020362596219
x1 = 14315614956030418747867488895208199566750873528908316976274174208238191434937011407287479676495550
x2 = 290901656335108169864195656135043662615199446375386143995339722400236057821426952579658098504166333411889
x3 = 6981459541055817191260362842479625063402912945070015867718881817316331990854697141515826226327285164890
Bei den Primzahlzehnlingen (also bei {\displaystyle k=10}) haben beide aktuellen Rekordzahlen (der Startwert des Primzahltupels) einen sehr großen 105- bzw. 98-stelligen Faktor, der in der folgenden Tabelle keinen Platz hat. Deswegen seien sie schon hier erwähnt:
y1 = 290901656335108169864195656135043662615199446375386143995339722400236057821426952579658098504166333411889
y2 = 14315614956030418747867488895208199566750873528908316976274174208238191434937011407287479676495550
Bei den Primzahlelf- und Primzahlzwölflingen (also bei {\displaystyle k=11} und {\displaystyle k=12}) hat die aktuelle Rekordzahl (der Startwert des Primzahltupels) einen sehr großen 92-stelligen Faktor, der in der folgenden Tabelle keinen Platz hat. Deswegen sei er schon hier erwähnt:
z = 13243795731372733191902494675154142263612189966992593522251560981597803197621024152571147501
| {\displaystyle k} | {\displaystyle s} | Konstellation {\displaystyle b} | Kleinstes Primzahltupel | Größtes bekanntes Primzahltupel (Stand: 29. April 2024) | Stellen                                   |
| ----------------- | ----------------- | --- | --- | --- | ----------------------------------------- |
| 02                | 02                | (0, 2) | (3, 5) | 2996863034895 · 21290000 − 1 + d | 388342                                    |
| 03                | 06                | (0, 2, 6) (0, 4, 6) | (5, 7, 11) (7, 11, 13) | 4111286921397 · 266420 − 1 + d 6521953289619 · 255555 − 5 + d | 020008 016737                             |
| 04                | 08                | (0, 2, 6, 8) | (5, 7, 11, 13) | 667674063382677 · 233608 − 1 + d | 010132                                    |
| 05                | 12                | (0, 2, 6, 8, 12) (0, 4, 6, 10, 12) | (5, 7, 11, 13, 17) (7, 11, 13, 17, 19) | 585150568069684836 · 7757# : 85085 + 5 + d 566761969187 · 4733#: 2 − 8 + d | 003344 002034                             |
| 06                | 16                | (0, 4, 6, 10, 12, 16) | (7, 11, 13, 17, 19, 23) | 23700 + 33888977692820810260792517451 + d | 001114                                    |
| 07                | 20                | (0, 2, 6, 8, 12, 18, 20) (0, 2, 8, 12, 14, 18, 20) | (11, 13, 17, 19, 23, 29, 31) (5639, 5641, 5647, 5651, 5653, 5657, 5659) | 113225039190926127209 · 2339# : 57057 + 1 + d 4733578067069 · 940# + 626609 + d | 001002 000402                             |
| 08                | 26                | (0, 2, 6, 8, 12, 18, 20, 26) (0, 2, 6, 12, 14, 20, 24, 26) (0, 6, 8, 14, 18, 20, 24, 26) | (11, 13, 17, 19, 23, 29, 31, 37) (17, 19, 23, 29, 31, 37, 41, 43) (88793, 88799, 88801, 88807, 88811, 88813, 88817, 88819) | 362079385668757696008683096558661746463 · 863# + 114023297140211 + d u · 449# + 226554621544607 + d v · 541# + 301570107719123 + d                                                                                                  | 000401 000282 000318                      |
| 09                | 30                | (0, 2, 6, 8, 12, 18, 20, 26, 30) (0, 2, 6, 12, 14, 20, 24, 26, 30) (0, 4, 6, 10, 16, 18, 24, 28, 30) (0, 4, 10, 12, 18, 22, 24, 28, 30) | (11, 13, 17, 19, 23, 29, 31, 37, 41) (13, 17, 19, 23, 29, 31, 37, 41, 43) (17, 19, 23, 29, 31, 37, 41, 43, 47) (88789, 88793, 88799, 88801, 88807, 88811, 88813, 88817, 88819)                                                      | w · 541# + 145933845312371 + d x1 · 449# + 226554621544607 + d x2 · 401# + 380284918609483 + d x3 · 503# + 301713410008249 + d | 000312 000282 000269 000312               |
| 10                | 32                | (0, 2, 6, 8, 12, 18, 20, 26, 30, 32) (0, 2, 6, 12, 14, 20, 24, 26, 30, 32) | (11, 13, 17, 19, 23, 29, 31, 37, 41, 43) (9853497737, …) | y1 · 401# + 380284918609481 + d y2 · 449# + 226554621544607 + d | 000269 000282                             |
| 11                | 36                | (0, 2, 6, 8, 12, 18, 20, 26, 30, 32, 36) (0, 4, 6, 10, 16, 18, 24, 28, 30, 34, 36) | (11, 13, 17, 19, 23, 29, 31, 37, 41, 43, 47) (1418575498573, …) | z + 49376500222690335 * 229# + d 613176722801194 · 151# + 177321217 + 6 + d | 000108 000075                             |
| 12                | 42                | (0, 2, 6, 8, 12, 18, 20, 26, 30, 32, 36, 42) (0, 6, 10, 12, 16, 22, 24, 30, 34, 36, 40, 42) | (11, 13, 17, 19, 23, 29, 31, 37, 41, 43, 47, 53) (1418575498567, …) | z + 27407861785763183 * 229# + d 613176722801194 · 151# + 177321217 + d | 000108 000075                             |
| 13                | 48                | (0, 2, 6, 8, 12, 18, 20, 26, 30, 32, 36, 42, 48) (0, 2, 8, 14, 18, 20, 24, 30, 32, 38, 42, 44, 48) (0, 2, 12, 14, 18, 20, 24, 30, 32, 38, 42, 44, 48) (0, 4, 6, 10, 16, 18, 24, 28, 30, 34, 36, 46, 48) (0, 4, 6, 10, 16, 18, 24, 28, 30, 34, 40, 46, 48) (0, 6, 12, 16, 18, 22, 28, 30, 36, 40, 42, 46, 48) | (11, 13, 17, 19, 23, 29, 31, 37, 41, 43, 47, 53, 59) (7697168877290909, …) (10527733922579, …) (1707898733581273, …) (13, 17, 19, 23, 29, 31, 37, 41, 43, 47, 53, 59, 61) (186460616596321, …)                                      | 9985637467 · 139# + 3629868888791261 + d 381955327397348 · 79# + 18393209 + d 4135997219394611 · 109# + 117092849 + d 1044 + 2004740564798426955633 + d 14815550 · 107# + 4385574275277313 + d 381955327397348 · 79# + 18393211 + d | 000066 000046 000061 000045 000050 000046 |
| 14                | 50                | (0, 2, 6, 8, 12, 18, 20, 26, 30, 32, 36, 42, 48, 50) (0, 2, 8, 14, 18, 20, 24, 30, 32, 38, 42, 44, 48, 50) | (11, 13, 17, 19, 23, 29, 31, 37, 41, 43, 47, 53, 59, 61) (79287805466244209, …) | 14815550 · 107# + 4385574275277311 + d 381955327397348 · 79# + 18393209 + d | 000050 000046                             |
| 15                | 56                | (0, 2, 6, 8, 12, 18, 20, 26, 30, 32, 36, 42, 48, 50, 56) (0, 2, 6, 12, 14, 20, 24, 26, 30, 36, 42, 44, 50, 54, 56) (0, 2, 6, 12, 14, 20, 26, 30, 32, 36, 42, 44, 50, 54, 56) (0, 6, 8, 14, 20, 24, 26, 30, 36, 38, 44, 48, 50, 54, 56)                                                                       | (11, 13, 17, 19, 23, 29, 31, 37, 41, 43, 47, 53, 59, 61, 67) (17, 19, 23, 29, 31, 37, 41, 43, 47, 53, 59, 61, 67, 71, 73) (1158722981124148367, …) (14094050870111867483, …)                                                        | 107173714602413868775303366934621 + d 10004646546202610858599716515809907 + d 33554294028531569 · 61# + 57800747 + d 299 + 49408572140248891027005 + d                                                                              | 000033 000035 000040 000030               |
| 16                | 60                | (0, 2, 6, 12, 14, 20, 26, 30, 32, 36, 42, 44, 50, 54, 56, 60) (0, 4, 6, 10, 16, 18, 24, 28, 30, 34, 40, 46, 48, 54, 58, 60) | (47710850533373130107, …) (13, 17, 19, 23, 29, 31, 37, 41, 43, 47, 53, 59, 61, 67, 71, 73) | 322255 · 73# + 1354238543317302647 + d 94 · 79# + 1341680294611244014363 + d | 000035 000033                             |
| 17                | 66                | (0, 2, 6, 12, 14, 20, 24, 26, 30, 36, 42, 44, 50, 54, 56, 62, 66) (0, 4, 6, 10, 16, 18, 24, 28, 30, 34, 40, 46, 48, 54, 58, 60, 66) (0, 4, 10, 12, 16, 22, 24, 30, 36, 40, 42, 46, 52, 54, 60, 64, 66) (0, 6, 8, 12, 18, 20, 26, 32, 36, 38, 42, 48, 50, 56, 60, 62, 66)                                     | (17, 19, 23, 29, 31, 37, 41, 43, 47, 53, 59, 61, 67, 71, 73, 79, 83) (13, 17, 19, 23, 29, 31, 37, 41, 43, 47, 53, 59, 61, 67, 71, 73, 79) (734975534793324512717947, …) (1620784518619319025971, …)                                 | 100845391935878564991556707107 + d 11413975438568556104209245223 + d 5867208169546174917450987997 + d 3684 · 73# + 880858118723497737821 + d                                                                                        | 000030 000029 000028 000033               |
| 18                | 70                | (0, 4, 6, 10, 16, 18, 24, 28, 30, 34, 40, 46, 48, 54, 58, 60, 66, 70) (0, 4, 10, 12, 16, 22, 24, 30, 36, 40, 42, 46, 52, 54, 60, 64, 66, 70) | (13, 17, 19, 23, 29, 31, 37, 41, 43, 47, 53, 59, 61, 67, 71, 73, 79, 83) (2845372542509911868266807, …) | 183837276562811649018077773 + d 5867208169546174917450987997 + d | 000027 000028                             |
| 19                | 76                | (0, 4, 6, 10, 12, 16, 24, 30, 34, 40, 42, 46, 52, 54, 60, 66, 70, 72, 76) (0, 4, 6, 10, 16, 18, 24, 28, 30, 34, 40, 46, 48, 54, 58, 60, 66, 70, 76) (0, 4, 6, 10, 16, 22, 24, 30, 34, 36, 42, 46, 52, 60, 64, 66, 70, 72, 76) (0, 6, 10, 16, 18, 22, 28, 30, 36, 42, 46, 48, 52, 58, 60, 66, 70, 72, 76)     | (622803914376064301858782434517, …) (13, 17, 19, 23, 29, 31, 37, 41, 43, 47, 53, 59, 61, 67, 71, 73, 79, 83, 89) (37, 41, 43, 47, 53, 59, 61, 67, 71, 73, 79, 83, 89, 97, 101, 103, 107, 109, 113) (630134041802574490482213901, …) | 622803914376064301858782434517 + d 13 + d 248283957683772055928836513597 + d 2406179998282157386567481191 + d | 000030 000002 000030 000028               |
| 20                | 80                | (0, 2, 6, 8, 12, 20, 26, 30, 36, 38, 42, 48, 50, 56, 62, 66, 68, 72, 78, 80) (0, 2, 8, 12, 14, 18, 24, 30, 32, 38, 42, 44, 50, 54, 60, 68, 72, 74, 78, 80) | (14374153072440029138813893241, …) (29, 31, 37, 41, 43, 47, 53, 59, 61, 67, 71, 73, 79, 83, 89, 97, 101, 103, 107, 109) | 1135540756371356698957890225821 + d 1236637204227022808686214288579 + d | 000031 000031                             |
| 21                | 84                | (0, 2, 8, 12, 14, 18, 24, 30, 32, 38, 42, 44, 50, 54, 60, 68, 72, 74, 78, 80, 84) (0, 4, 6, 10, 12, 16, 24, 30, 34, 40, 42, 46, 52, 54, 60, 66, 70, 72, 76, 82, 84) | (29, 31, 37, 41, 43, 47, 53, 59, 61, 67, 71, 73, 79, 83, 89, 97, 101, 103, 107, 109, 113) (622803914376064301858782434517, …) | 248283957683772055928836513589 + d 622803914376064301858782434517 + d | 000030 000030                             |

Es existiert für jedes beliebig hohe {\displaystyle k} mindestens eine dazugehörige Konstellation. Solche lassen sich mit Computerhilfe mit einem simplen Brute-Force-Algorithmus finden. Das Finden von Primzahltupeln zu vorgegebenen Konstellationen ist insbesondere für höhere {\displaystyle k} mit großem Rechenaufwand verbunden.

## Anzahl
Der trivial zu beweisende Satz von Euklid sagt aus, dass unendlich viele Primzahlen existieren. Die sehr ähnlich erscheinende Fragestellung, ob es unendlich viele Primzahlenzwillinge, -drillinge etc. gibt, konnte jedoch bis heute noch nicht geklärt werden. Bislang konnte lediglich bewiesen werden, dass unendlich viele Primzahllücken vom Abstand maximal {\displaystyle 246} existieren.
Laut der unbewiesenen ersten Hardy-Littlewood-Vermutung ist die Anzahl der primen {\displaystyle k}-Tupel bis zu einer Grenze asymptotisch zu einer in der Vermutung aufgestellten Formel.

## Zusammenfassung
Um die Unterschiede der verschiedensten Primzahltupel noch einmal zu verdeutlichen, sei hier noch einmal eine Zusammenfassung der gebräuchlichen Namen angeführt:
| (p, p+2)                                               | Primzahlzwilling      |
| (p, p+4)                                               | Primzahlencousin      |
| (p, p+6)                                               | Sexy Primzahlzwilling |
| (p, p+2, p+6) und (p, p+4, p+6)                        | Primzahldrilling      |
| (p, p+6, p+12)                                         | Sexy Primzahldrilling |
| (p, p+2, p+6, p+8)                                     | Primzahlvierling      |
| (p, p+6, p+12, p+18)                                   | Sexy Primzahlvierling |
| (p, p+2, p+6, p+8, p+12) und (p, p+4, p+6, p+10, p+12) | Primzahlfünfling      |
| (p, p+6, p+12, p+18, p+24)                             | Sexy Primzahlfünfling |